# Carlos Paniagua
Carlos Paniagua (Santo Domingo, 9 aprile 1976) è un ex cestista dominicano.

## Carriera
Con la Rep. Dominicana ha disputato due edizioni dei Campionati americani (1999, 2003).